# ユリウス・ポコルニー
ユリウス・ポコルニー（Julius Pokorny、1887年6月12日 - 1970年4月8日）は、オーストリアのチェコ系の言語学者、文献学者。インド・ヨーロッパ語族、とくにケルト学の研究者であり、政治的にもアイルランドのナショナリズムとゲール語連盟を支援した。

## 生涯
ポコルニーはプラハに生まれた。1905年にウィーン大学に入学し、はじめ法学を学んだが、のちに言語学と文献学に移り、ルドルフ・ムーフとパウル・クレッチマーに学んだ。1912年に古アイルランド語のテクストに関する論文で博士の学位を得た。1914年にはケルト文献学の教授資格を得た。
学生時代の1908年にはじめてアイルランドを訪れた。ドイツ民族主義者であったポコルニーは、ゲール語連盟に招かれて、ダブリンで1910年にアイルランド語の復活を鼓吹する演説を行った。
第一次世界大戦中の1917年にベルリンで設立された『ドイツ＝アイルランド協会』(Deutsch-irische Gesellschaft)は、ドイツとアイルランドが共通の敵であるイングランドと戦うために協力することを宣伝する団体だったが、ポコルニーはその活動的な会員だった。
1914年から1918年までキール大学の私講師をつとめた後、クノ・マイアーの後任として1920年にベルリン大学に移り、ドイツで唯一のケルト学教授（はじめ員外教授、1928年に正教授）に就任した。1921年からは『ケルト文献学報』の共同編集者をつとめた。
祖父母がユダヤ人であったため、1935年にニュルンベルク法によって職を逐われたが、どういう訳かその後もしばらくはベルリンで研究生活を過ごし、学会に参加したり著書を出版することもできた。1939年まで『ケルト文献学報』の編集者であり続けた。1943年にスイスに亡命した。1944年からチューリッヒ大学で教え、同時にベルン大学の講師（1948年まで）を兼任した。戦後もスイスにとどまり、1953年にチューリヒ大学で再びケルト文献学の教授資格を得た。1955年にはミュンヘン大学の名誉教授に任命された。
1969年にチューリヒ大学を退官した。1970年、チューリッヒで没した。
ポコルニーは、1925年にダブリン大学、1969年にエディンバラ大学から名誉博士を与えられている。

## 主な業績

### 語源研究
ポコルニーはインド・ヨーロッパ語族の語源研究で知られる。
ベルリン時代にはアロイス・ヴァルデによる『印欧語比較辞典』（索引を含む全3巻、1927-1932年）を編纂して出版した。
- Vergleichendes Wörterbuch der indogermanischen Sprachen. Berlin: Walter de Gruyter. (1927-1932)

第二次世界大戦後には『印欧語源辞典』（全2巻、1959-1969）を編纂した。
- Indogermanisches etymologisches Wörterbuch. Bern: Francke Verlag. (1959-1969)

### ケルト学
アイルランド人の起源について、ポコルニーは『ケルト文献学報』(Zeitschrift für celtische Philologie)誌で、アイルランド人が非インド・ヨーロッパ語族の基層を持つと主張したが、この説は認められていない。
- “Das nicht-indogermanische Substrat im Irischen”, Zeitschrift für celtische Philologie 16-18, (1927-1930)

その後、イリュリア人とケルト人がどのように膨張したかを、地名を利用してあとづけた。
- Zur Urgeschichte der Kelten und Illyrier. Halle an der Saale: Max Niemeyer. (1938)

1916年に『アイルランド』を出版した。かなり民族主義的に片寄った内容の書物だったが、1933年に『アイルランド史』(A History of Ireland)の題で英訳され、アイルランドにおけるポコルニーの名声を高めた。
- Irland. Gotha: Friedrich Andreas Perthes. (1916)

1925年に『古アイルランド語文法』を出版した。
- Altirische Grammatik. Berlin: Walter de Gruyter. (1925)

ほかにアイルランド文学作品の翻訳がある。

## その他
アイルランドの作家ジェイムズ・ジョイスは、『ユリシーズ』（1922年）の中で、「ウィーンのポコルニー教授」が、アイルランドの伝説中に地獄の概念がないことを指摘したと言っている。